# ريحانة الجزائرية
ريحانة الجزائرية (بالفرنسية: Rayhana)‏ وتُعرف أكثر باسمِ ريحانة هي كاتبة وكاتبة مسرحيّة وكوميدية ومخرجة أفلام وناشطة حقوقيّة ونسوية جزائريّة.

## الحياة المُبكّرة
وُلدت ريحانة في الأول من تشرين الثاني/نوفمبر 1963 في الجزائر العاصِمة وترعرت هناك قبل أن تُهاجرها صوبَ فرنسا في عام 2000 حينما كثرت «الهجمات الإرهابيّة» التي كانت تطالُ الفنانين والحقوقيين وغيرهم.
عُرفت ريحانة بانتقادها للمجتمعات العربية بشكلٍ عام والمجتمع الجزائري بشكلٍ خاصٍ في تعامله مع المرأة كما حاولت الدفاع عن النساء والتطرق لبعض القضايا التي قد تُعتبر «حَسّّاسة» في المجتمعات المحافظة في أعمالها ومسرحياتها ورواياتها.

## قائمة أعمالها
كتبت ريحانة مسرحيّةً باللغة الفرنسيّة بعنوان «A mon âge, je me cache encore pour fumer» وتُترجم عربيًا إلى «أختبئُ طول عمري لأدخن سيجارة». حُوّلت هذه المسرحيّة إلى فيلمٍ من قِبل ريحانة نفسها صدر تحتَ عنوان في عمري ما زالني نتخبا باش نتكيف وقد أثار الكثير من الجدل كونه حاول معالجة موضوعٍ حساسٍ نوعًا ما يتعلّق بالمرأة في المجتمع الجزائري فضلًا عن احتوائه على مشاهد جنسيّة صريحة إلى حدٍ بعيد.

## الجدل
أثارت ريحانة الكثير من الجدل بفضلِ المواضيع التي حاولت مُعالجتها وبسببِ كتاباتها الجريئة وأفلامها التي تكسرُ العديد من الخطوطِ الحمراء. خلق فيلمها «في عمري ما زالني نتخبا باش نتكيّف» ضجّة واسعة للدرجةِ التي تعرض لها شخصانِ – تقول ريحانة أنهما من أصول جزائرية حسب لهجتهم – وقاما برشها بالحمض على وجهها ثمّ ضربها ضربًا مبرحًا فقدت على إثره الوعي ونُقلت على وجه السرعة للمستشفى في حالة خطرة.
تعاطفت وسائل الاعلام الفرنسية والأوروبية معَ ريحانة وأدانت الاعتداء عليها، كما قام الأدباء والكتاب والفنانون الفرنسيون ويتقدمهم وزير الثقافة الفرنسي بالوقوفِ وقفة احتجاجٍ ضد القمع والاعتداء.